# Jennifer Peña
 (avril 2018).
Si vous disposez d'ouvrages ou d'articles de référence ou si vous connaissez des sites web de qualité traitant du thème abordé ici, merci de compléter l'article en donnant les références utiles à sa vérifiabilité et en les liant à la section « Notes et références ».
Jennifer Peña (née le 17 septembre 1983 à San Antonio, Texas) est une chanteuse américaine de musique Tex-Mex et pop latino.